# Serrat Blanc
El Serrat Blanc és un turó de 555 m alt del terme comunal de Rodès, de la comarca del Conflent, a la Catalunya del Nord.
És> en el sector de Ropidera, la meitat septentrional del terme de Rodès, situat a l'esquerra de la Tet, a prop de l'extrem nord-oest del terme. En els seus vessants s'origina el Còrrec de les Cases, que articula la vall principal d'aquest sector de terme.
La seva forma allargassada i el fet d'estar format bàsicament de roques calisses nues li confereix l'aspecte que motiva el seu nom.